# Joyce M. Bennett
Joyce Mary Bennett OBE, née le 22 avril 1923 à Londres et morte le 11 juillet 2015 à High Wycombe, est une enseignante, directrice d'école et prêtre anglicane britannique. Elle est la première Anglaise ordonnée prêtre anglicane, en 1971 et la deuxième femme, après Florence Li Tim-Oi (en), à exercer ce ministère dans la communion anglicane.

## Biographie
Joyce Bennett naît à Londres, dans le quartier de Marylebone, fille de Frank Bennett, maître boucher et de Edie née Stevens. Elle fait ses études  à l'école Burlington, Westminster, qui est évacuée pendant la Seconde Guerre mondiale à l'école Milham Ford d'Oxford. Elle poursuit ses études au Westfield College, relocalisé à Oxford durant la guerre, où elle obtient son diplôme d'histoire et une certification en éducation,.

## Activités professionnelles
Son premier poste est en Cornouailles, mais elle souhaite une activité missionnaire. En 1949, la Church Mission Society lui propose, en 1949, un poste d'enseignante à Hong Kong, à l'école de filles St Stephen. Elle devient secrétaire de la Church Missionary Society et travaille en lien étroit avec l'évêque anglican de Hong Kong, Ronald Hall. C'est lui qui décide de l'ordonner diacre de l'Église anglicane en 1962 ou 1963. À cette époque, l'Église anglicane ordonne des femmes comme diaconesses mais pas encore de diacres, fonction qui représente généralement le premier pas vers l'ordination pastorale. En 1965, les autorités de Hong Kong lui demandent de créer une nouvelle école, l'école pour filles St Catharine, à Kwun Tong (en). Entre-temps, elle rentre en Angleterre pour suivre une formation théologique à King's College. Lorsqu'elle a son diplôme, elle retourne à Hong Kong et devient la première principale (head teacher) de l'école St. Catharine. Elle est en même temps nommée vicaire de l'église Saint-Thomas de Kwun Tong et donne des cours au séminaire protestant de formation théologique interdénominationnel.
L'école St Catharine scolarise des jeunes filles chinoises, dont la famille s'est réfugiée à Hong Kong, alors sous gouvernement britannique, lors de la révolution culturelle en Chine, et doit leur enseigner l'anglais en même temps que leur offrir une formation pré-professionnelle en cuisine et couture.
La population de Hong Kong augmente beaucoup dans les années 1960-1970, et l'Église anglicane est confronté au besoin d'avoir davantage de prêtres qui parlent le cantonais, pour assurer le suivi paroissial. Il existait un précédent d'ordination de femme : Florence Li Tim-Oi (en) est ordonnée en 1944 prêtre anglican à Hong Kong, alors que l'occupation de la Chine par le Japon avait également provoqué un afflux de réfugiés chinois dans le territoire. Florence Li Tim-Oi avait quitté son poste pastoral à l'issue de la guerre, mais avait gardé sa qualité de membre du clergé anglican. L'ordination des femmes et la demande de Hong Kong avait fait l'objet de discussions à Limuru, au Kenya, en 1971, lors d'une rencontre inter-Églises anglicanes, et la décision de remettre cette décision aux Églises nationales y fut prise.

### Ordination à la prêtrise
Gilbert Baker, évêque de Hong Kong, invoque le précédent hongkongais lorsqu'il sollicite de l'archevêque de Cantorbéry, Michael Ramsey, l'autorisation d'ordonner deux femmes. Joyce Bennett et la Chinoise Jane Hwang Hsien Yuen sont ordonnées prêtres le 3 décembre 1971,. Joyce Bennett est la première Anglaise ordonnée prêtre anglicane, et cette ordination prend un sens particulier pour les femmes qui faisaient campagne en faveur des femmes prêtres, notamment en Angleterre et aux États-Unis. Deux autres prêtres femmes chinoises sont ordonnées dans le diocèse de Hong Kong et Macau, Pauline Shek Wing Suet en 1973 et Mary Au Yuk Kwan, en 1977.
Joyce Bennett est membre non officiel du Conseil législatif de Hong Kong de 1976 à 1983.

### Ministère en Angleterre
Elle prend sa retraite en 1983 et rentre en Angleterre, où elle commence un nouveau ministère, auprès de la paroisse cantonaise de St Martin-in-the-Fields, à Londres.
L'Église d'Angleterre prend la décision institutionnelle d'ordonner des femmes prêtres en 1992, et dès 1994, Joyce Bennett est autorisée à exercer pleinement son ministère pastoral dans toute l'Angleterre. Cette même année, elle est reçue comme fellow de Queen Mary University. 
Elle meurt le 11 juillet 2015, à High Wycombe où elle a pris sa retraite, et plusieurs services commémoratifs ont lieu, à l'école St Catharine de Hong Kong, à l'église St Martin-in-the-Fields, à Londres, et dans sa paroisse St Francis de High Wycombe.

## Hommages et distinctions
- 1979 : officier de l'ordre de l'Empire britannique[7]
- 1984 : docteur honoris causa de l’université de Hong Kong[3],[8]
- 1994 : fellow de la Queen Mary University of London[9],[2].

## Publications
- Hasten Slowly : The First Legal Ordination of Women Priests, Londres, Little London Associates, 1991, 110 p. (ISBN 978-1-872178-01-1, lire en ligne)
- This God Business, Hong Kong, Religious Education Resource Centre, 2003